# Андрей Месарош
Андрей Месарош (словац. Andrej Meszároš, нар. 13 жовтня 1985, Поважська Бистриця) — словацький хокеїст, захисник клубу КХЛ «Слован» (Братислава). Гравець збірної команди Словаччини.

## Ігрова кар'єра
Хокейну кар'єру розпочав на батьківщині 2002 року виступами за команду «Дукла» (Тренчин).
2004 року був обраний на драфті НХЛ під 23-м загальним номером командою «Оттава Сенаторс».
Захищав кольори професійних команд «Дукла» (Тренчин), «Оттава Сенаторс», «Тампа-Бей Лайтнінг», «Філадельфія Флаєрс», «Бостон Брюїнс», «Баффало Сейбрс» та «Сибір». Наразі ж грає за клуб КХЛ «Слован» (Братислава).
Був гравцем молодіжної збірної Словаччини, у складі якої брав участь у 27 іграх. З 2004 року грає за головну збірну Словаччини (наразі 39 матчів у її складі).

## Досягнення

### Командні
- Чемпіон Словаччини: 2004

- Переможець Східної конференції НХЛ: 2007

### Особисті
- Учасник Матчу усіх зірок НХЛ: 2007

## Статистика

### Клубні виступи
| Сезон        | Клуб                  | Ліга         | Регулярний сезон | Регулярний сезон | Регулярний сезон | Регулярний сезон | Регулярний сезон | Плей-оф | Плей-оф | Плей-оф | Плей-оф | Плей-оф |
| Сезон        | Клуб                  | Ліга         | І                | Г                | П                | О                | ШХ               | І       | Г       | П       | О       | ШХ      |
| ------------ | --------------------- | ------------ | ---------------- | ---------------- | ---------------- | ---------------- | ---------------- | ------- | ------- | ------- | ------- | ------- |
| 2002–03      | «Дукла» (Тренчин)     | ЧХС-ЕЛ       | 23               | 0                | 1                | 1                | 4                | —       | —       | —       | —       | —       |
| 2003–04      | «Дукла» (Тренчин)     | ЧХС-ЕЛ       | 44               | 3                | 3                | 6                | 8                | 14      | 3       | 1       | 4       | 2       |
| 2004–05      | «Ванкувер Джаєнтс»    | ЗХЛ          | 59               | 11               | 30               | 41               | 94               | 6       | 1       | 3       | 4       | 14      |
| 2005–06      | «Оттава Сенаторс»     | НХЛ          | 82               | 10               | 29               | 39               | 61               | 10      | 1       | 0       | 1       | 18      |
| 2006–07      | «Оттава Сенаторс»     | НХЛ          | 82               | 7                | 28               | 35               | 102              | 20      | 1       | 6       | 7       | 12      |
| 2007–08      | «Оттава Сенаторс»     | НХЛ          | 82               | 9                | 27               | 36               | 50               | 4       | 0       | 1       | 1       | 6       |
| 2008–09      | «Тампа-Бей Лайтнінг»  | НХЛ          | 52               | 2                | 14               | 16               | 36               | —       | —       | —       | —       | —       |
| 2009–10      | «Тампа-Бей Лайтнінг»  | НХЛ          | 81               | 6                | 11               | 17               | 50               | —       | —       | —       | —       | —       |
| 2010–11      | «Філадельфія Флаєрс»  | НХЛ          | 81               | 8                | 24               | 32               | 42               | 11      | 2       | 4       | 6       | 8       |
| 2011–12      | «Філадельфія Флаєрс»  | НХЛ          | 62               | 7                | 18               | 25               | 38               | 1       | 0       | 0       | 0       | 0       |
| 2012–13      | «Філадельфія Флаєрс»  | НХЛ          | 11               | 0                | 2                | 2                | 2                | —       | —       | —       | —       | —       |
| 2013–14      | «Філадельфія Флаєрс»  | НХЛ          | 38               | 5                | 12               | 17               | 34               | —       | —       | —       | —       | —       |
| 2013–14      | «Бостон Брюїнс»       | НХЛ          | 14               | 2                | 3                | 5                | 6                | 4       | 0       | 2       | 2       | 2       |
| 2014–15      | «Баффало Сейбрс»      | НХЛ          | 60               | 7                | 7                | 14               | 36               | —       | —       | —       | —       | —       |
| 2015–16      | «Сибір»               | КХЛ          | 28               | 6                | 3                | 9                | 36               | 9       | 1       | 3       | 4       | 10      |
| 2016–17      | «Слован» (Братислава) | КХЛ          | 35               | 4                | 9                | 13               | 63               | —       | —       | —       | —       | —       |
| Усього в НХЛ | Усього в НХЛ          | Усього в НХЛ | 645              | 63               | 175              | 238              | 457              | 50      | 4       | 13      | 17      | 46      |

### Збірна
| Рік                | Команда            | Турнір             | Місце              | І  | Г | П | О  | ШХ |
| ------------------ | ------------------ | ------------------ | ------------------ | -- | - | - | -- | -- |
| 2002               | Словаччина         | ЮЧС18              | 8-е                | 8  | 0 | 1 | 1  | 8  |
| 2003               | Словаччина         | ЮЧС18              | 2                  | 7  | 2 | 2 | 4  | 6  |
| 2004               | Словаччина         | МЧС                | 6-е                | 6  | 1 | 1 | 2  | 12 |
| 2004               | Словаччина         | ЧС                 | 4-е                | 7  | 0 | 1 | 1  | 2  |
| 2005               | Словаччина         | МЧС                | 7-е                | 6  | 3 | 1 | 4  | 4  |
| 2006               | Словаччина         | ОІ                 | 5-е                | 6  | 0 | 2 | 2  | 4  |
| 2006               | Словаччина         | ЧС                 | 8-е                | 1  | 0 | 0 | 0  | 0  |
| 2010               | Словаччина         | ОІ                 | 4-е                | 7  | 0 | 0 | 0  | 4  |
| 2014               | Словаччина         | ОІ                 | 11-е               | 4  | 0 | 0 | 0  | 6  |
| 2015               | Словаччина         | ЧС                 | 9-е                | 7  | 3 | 1 | 4  | 27 |
| 2016               | Словаччина         | ЧС                 | 9-е                | 7  | 0 | 2 | 2  | 4  |
| Молодіжна збірна   | Молодіжна збірна   | Молодіжна збірна   | Молодіжна збірна   | 27 | 6 | 5 | 11 | 30 |
| Національна збірна | Національна збірна | Національна збірна | Національна збірна | 39 | 3 | 6 | 9  | 47 |